# 科斯潘區
7°25′38″S 78°32′40″W / 7.4273°S 78.5444°W
科斯潘區（西班牙語：Distrito de Cospán），是秘魯的一個區，位於該國北部卡哈馬卡大區的卡哈馬卡省，始建於1870年12月14日，面積558.8平方公里，海拔高度2,365米，2005年人口8,219，人口密度每平方公里15人。